# Jan Erik Østergaard
 Jan Erik Østergaard est un cycliste danois né le 20 février 1961 à Øster Nykirke Sogn dans la région de Vejle. Spécialiste de VTT cross-country, il court également en cyclo-cross et sur route.

## Palmarès en VTT cross-country

### Jeux olympiques
- Atlanta 1996
  - 18e du cross-country

### Championnats du monde
- Métabief 1993
  -  Médaillé de bronze du championnat du monde de cross-country
- Kirchzarten 1995
  -  Médaillé de bronze du championnat du monde de cross-country

### Coupe du monde
- Coupe du monde de cross-country
  - 1995 : 3e du classement général, vainqueur de deux manches
  - 1996 : un podium

### Championnats du Danemark
- 1993
  - 3e du championnat du Danemark de cross-country
- 1995
  -  Champion du Danemark de cross-country
- 1997
  - 3e du championnat du Danemark de cross-country
- 1998
  - 3e du championnat du Danemark de cross-country

## Palmarès en cyclo-cross
- 1984
  - 3e du championnat du Danemark de cyclo-cross
- 1985
  - 2e du championnat du Danemark de cyclo-cross
- 1986
  - Hamm
- 1987
  - Kayle
- 1990
  - Grand Prix Möbel Alvisse
- 1992
  - 3e du championnat du Danemark de cyclo-cross
- 1993
  - 2e du championnat du Danemark de cyclo-cross
- 1995
  - 2e du championnat du Danemark de cyclo-cross
  - 8e du championnat du monde de cyclo-cross
- 1998
  - 2e du championnat du Danemark de cyclo-cross

## Palmarès sur route

### Par années
- 1991
  - Grand Prix Criquielion (Beyne-Heusay)
  - 2e du Grand Prix OST Manufaktur
  - 3e du Grand Prix de Waregem
- 1992
  - Flèche du Sud
- 1993
  - 3e du Grand Prix OST Manufaktur
- 1995
  - GP Jean Bausch
- 1996
  - 2e du Grand Prix Herning
- 1998
  - Flèche du Sud
- 1999
  - 4e étape de Sports Tech Arden Challenge
  - Leimentalrundfahrt
  - 3e du Tour de Moselle
- 2000
  - 1re et 3e étapes de Sports Tech Arden Challenge
  - GP van de Bovenschelde
  - 2e du Arden Challenge
  - 3e de la Flèche du Sud
  - 3e du Grand Prix OST Manufaktur

### Résultats sur les grands tours

#### Tour d'Italie
- 1988 : 119e